# Kvinnor och sex
Kvinnor och sex är en debattbok av Maud Hägg och Barbro Werkmäster vars första upplaga utgavs av Författarförlaget 1973.
Författarna, som var medlemmar av den feministiska organisationen Grupp 8, utgav boken som en uppföljare till Frihet, jämlikhet och systerskap, vilken utgavs 1971. I Kvinnor och sex skriver författarna att män ofta talar om kvinnor och sex, men på sitt sätt, medan kvinnor däremot sällan talar om sex med varandra. Eftersom kvinnans sexuella roll bestämmer hela hennes liv och plats i samhället påtalar författarna behovet av att kvinnor börjar tala om sex på sitt sätt. Boken utgavs även på danska (Kvinder og sex, 1974) och norska (Kvinner og sex, 1974).